# Baza lotnicza İncirlik
Baza lotnicza Incirlik (tur.: İncirlik Hava Üssü, ang.: Incirlik Air Base) (IATA: UAB, ICAO: LTAG) – baza lotnicza zlokalizowana w Incirlik, części miasta Adana w Turcji. W bazie znajdują się amerykańskie głowice jądrowe udostępnione w ramach natowskiego programu Nuclear Sharing.